# Исполнительная власть Ирана
Исполнительная власть Ирана — одна из трех ветвей власти в Исламской Республике Иран. Данная ветвь власти несет ответственность за управление делами страны и реализует законы и постановления в определенным законом порядке.

## Принципы функционирования
Пункт 110 конституции указывает на полномочия и обязанности высшего руководителя, в том числе, разрешение разногласий, урегулирование отношений между тремя ветвями власти, подпись приказа о вступлении в должность президента республики после выборов и, принимая во внимание интересы страны, смещение его с поста после выдачи Верховным судом постановления о нарушении президентом предусмотренных законом обязанностей или голосования Исламского консультативного совета о его неспособности выполнять свои обязанности на основании пункта восемьдесят девятого. В пункте 113 конституции Исламской Республики Иран указано, что после верховного лидера высший официальный пост в стране занимает президент, и он несет ответственность за исполнение конституции, урегулирование отношений трех ветвей власти и руководство исполнительной ветвью власти (кроме дел, имеющих непосредственное отношение к руководству верховному лидеру). Президент избирается сроком на четыре года путем прямого голосования граждан, и его повторное избрание подряд может происходить только на один срок. Согласно пункту 115 конституции, президент должен быть выбран из религиозных и политических деятелей, удовлетворяющих следующим условиям: иранец по происхождению, гражданин Ирана, имеющий опыт управления, обладающий мудростью, имеющий хорошую репутацию, честный, благочестивый, набожный, приверженный принципам Исламской Республики Иран и исповедующий официальную религию страны.
Ответственность за контроль над выборами президента республики, согласно пункту девяносто девятому, несет Совет стражей конституции, однако до создания первого такого Совета за контроль ответственен определяемый законом Наблюдательный совет (пункт 118). Президент произносит присягу и подписывает ее текст в Исламском консультативном совете на заседании, на котором присутствуют глава судебной власти и члены Совета стражей конституции. (пункт 121) Президент несет ответственность перед народом, верховным лидером и Исламским консультативным советом в пределах полномочий и обязанностей за которые, согласно конституции или обычным законам, отвечает. (пункт 122) Назначение и отстранение министров от должности осуществляется президентом после получения вотума доверия от Исламского консультативного совета. (пункты 133 и 136) Послы назначаются по предложению министра иностранных дел и после   утверждения президентом. Президент подписывает верительные грамоты послов и принимает верительные грамоты послов других стран. (пункт 128) Подписание соглашений, конвенций и договоров правительства Ирана с другими правительствами, а также подписание пактов, имеющих отношение к международным союзам, осуществляется президентом или его законным представителем после утверждения Исламским консультативным советом. (пункт 125). На основании пункта 123 конституции, президент обязан подписывать и реализовать постановления парламента или результаты референдума после прохождения предусмотренных законом этапов и доведения их до его сведения.

### Обязанности
Обязанности исполнительной власти заключаются в:
а) реализация постановлений, принятых другими ветвями власти; по этому поводу полномочия исполнительной власти представляют собой реализацию двух видов решений, принимаемых другими ветвями власти. 1. Законотворческие решения законодательной власти, которые в конечном итоге принимают форму обязательных к исполнению законов, а исполнительный аппарат осуществляет свои меры на основании данных принципов. 2. Судебные постановления, выпускаемые компетентными судами в форме судебных приговоров, обязательных к исполнению, и исполнительная власть обязана создавать условия для их реализации.
б) подготовка постановлений.
в) принятие решений, обязательных к исполнению; во многих случаях исполнительная власть принимает новые решения, и иногда такого рода действия не следуют какому-либо условию или сроку, предусмотренному законом. Помимо этого исполнительная власть обладает возможностью осуществления и реализует свои постановления. Участие исполнительной власти в выработке общих универсальных правил, которые во всех отношениях схожи с нормами закона, в ряде случаев суть законодательная деятельность. Действующие в стране министерства работают под контролем президента и исполнительной власти.

## Глава исполнительной власти
В настоящее время за руководство данной ветвью власти ответственность несет Хасан Рухани.